# Entomogramma pseudopardalis
Entomogramma pseudopardalis là một loài bướm đêm trong họ Erebidae.